# Алгоритм научного познания

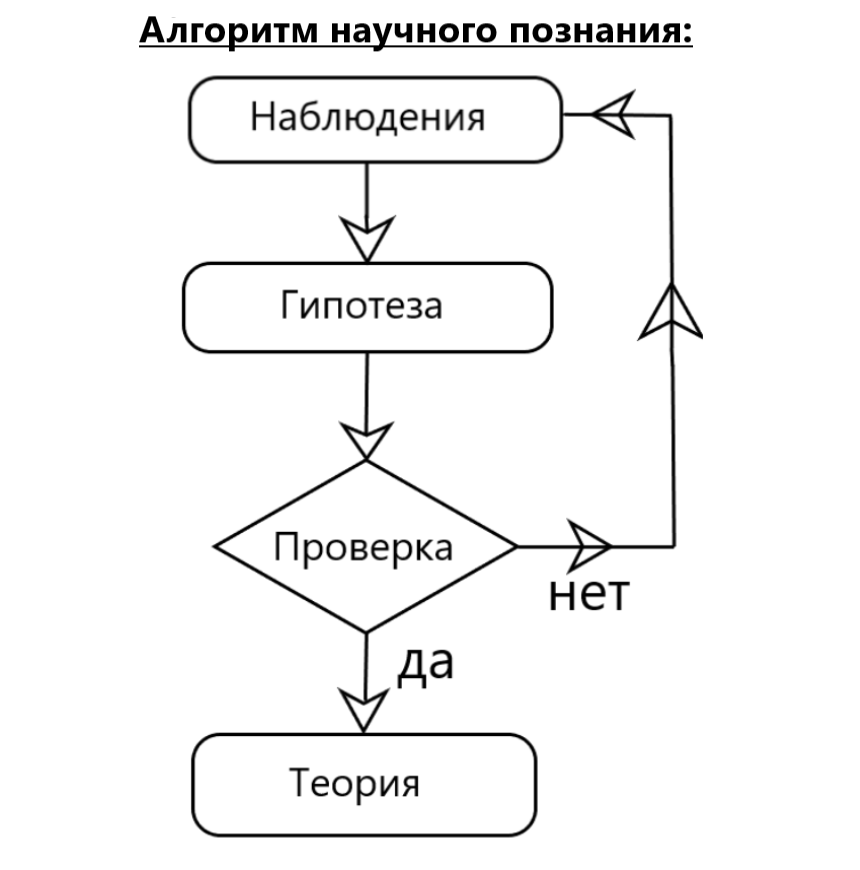
Краткая схема использования Алгоритма научного познания

Алгоритм научного познания (АНП) — последовательность определённых действий, совершаемая для познания и составления выводов (теории) в той или иной области науки, объекта, явления, процесса и др.

## Составляющие алгоритма
Наблюдения — первая часть. Основа алгоритма. В зависимости от рассматриваемого объекта, явления или процесса, применяются разные способы наблюдения, которые отличаются по следующим параметрам: используемые методики, используемое оборудование, непосредственное воздействие, время наблюдения и др.
Гипотеза — вторая часть. На основе сделанных ранее наблюдений строится гипотеза, описывающая предположение о данном объекте, явлении или процессе (в зависимости от поставленной ранее задачи).
Проверка — третья часть .Самая важная и весомая часть алгоритма. Включает в себя проверку сделанных ранее наблюдений и правильность составления построенной гипотезы. От данной части зависит истинность результата. Если же при проверке была найдена ошибка, следует возвратиться к первой части алгоритма — наблюдениям. Если же ни одной ошибки не было выявлено, следует перейти к последней части.
Теория — четвёртая, заключительная часть. Представляет собой теорию о изучаемом объекте, явлении или процессе, основанную на сделанной ранее гипотезе, прошедшую проверку.

## История появления алгоритма
Его история появления уходит корнями в глубокую древность: ещё древнегреческие учёные, такие как Гиппократ, Платон, Архимед, использовали её для своих исследований.

## Значение алгоритма
Данный метод исследования может служить для изучения абсолютно любого объекта, явления, процесса, благодаря его шаблонности. Его применение наблюдается везде: как в образовательных учреждениях, так и в серьёзных научных исследованиях.